# Elaine Vilar Madruga
Elaine Vilar Madruga (La Habana, Cuba, 1989) es una escritora, dramaturga y poeta cubana. Ha publicado varias novelas, cuentos y antologías por las que ha ganado numerosos premios y reconocimientos tanto nacionales como internacionales.
Su obra transita entre los géneros de terror, el freakismo y el erotismo fantástico y ha sido editada en Estados Unidos, Canadá, Cuba, República Dominicana, España, Argentina, Chile, Brasil, México, Panamá, Rusia, Francia e Italia.

## Trayectoria
Elaine nació en La Habana, Cuba en 1989. Estudió Arte Teatral con especialidad en Dramaturgia en el Instituto Superior de Arte de La Habana.
En 2013 publicó su novela, La hembra alfa, que fue premiada con el Premio Pinos Nuevos de Narrativa. En 2019 publicó Los años del silencio, que fue nominada a los premios Premios Guillermo de Baskerville 2020.
En 2021 publicó La tiranía de las moscas, obra por la que obtuvo reconocimiento internacional y por la que fue galardona con el Premio Cálamo a Mejor Libro del año 2021 y fue nominada al Premio Finestres de Narrativa en 2021. La novela fue publicada por la editorial española Barrett y editada por la escritora Cristina Morales, quien también prologa el libro. La obra trata sobre tres hermanos, Casandra que siente atracción sexual por objetos y está enamorada de un puente, Caleb a quien los animales se acercan para morir y Calia que tiene la habilidad de dibujar animales hiperrealistas. Los tres hermanos viven bajo la tiranía de su padre un militar tartamudo frustrado porque ha perdido la confianza del líder del país.
En 2023 publicó la novela de terror El cielo de la selva, una alegoría sobre la violencia, la maternidad y el control sobre el cuerpo de las mujeres donde estas son obligadas a tener descendencia y criarla para ser sacrificada. La novela, escrita en clave feminista, fue reconocida con el Premio Nollegiu a la mejor novela del año en español y fue elegida entre los 10 mejores libros del 2023 por Babelia, de El País
En ese mismo año publicó Las Cavidades, donde aborda la maternidad, los partos, las cesáreas y los puerperios.

## Obras
Selección de títulos recientes:

#### Novelas
- 2013: Salomé (Premio Calendario y Premio Agustín Rojas de la Crítica a la mejor novela de ciencia ficción; en Chile fue publicado en 2018)[14][15]
- 2013: La hembra alfa (Premio Pinos Nuevos de narrativa)
- 2015: Bestia
- 2017: La ciudad de las máscaras (El trono de Ecbactana, #1)
- 2018: El Hambre y la Bestia
- 2019: La flor transparente (El trono de Ecbactana, #2)
- 2019: Los años del silencio
- 2021: Un globo rojo en tu ventana (literatura infantil y juvenil)
- 2021: La tiranía de las moscas
- 2023: El cielo de la selva
- 2023: Las cavidades

#### Antologías
- 2019: País de fabulaciones (a cargo de Vilar Madruga, con cuentos de más de veinte escritores cubanos y uno chileno)
- 2021: "Amarás a tu madre por encima de todas las cosas" en Las escritoras de Urras, Año 1 (ed. Maielis González y Sofía Barker). En 2023 el cuento formó parte de Caballería mutante: literatura fantástica cubana (ed. José A. Cantallops y Yoss)
- 2024: "Las fieras" en Dantescas: Cuentos de mujeres que descendieron a los infiernos (ed. María Fernanda Ampuero)

#### Relatos
- 2009: Al límite de los olivos
- 2013: Dime, bruja que destellas (Premio Calendario 2013 en narrativa infantil)
- 2015: Culto de acoplamiento
- 2017: Los arcos del norte
- 2017: Fragmentos de la tierra rota
- 2022: Abominable pureza del mundo
- 2024: Girasoles en el fin del mundo (XXI Premio Celestino de Cuento)[16]

#### Poesía
- 2015: Escudo de todas las cabezas (Premio Hermanos Loynaz 2014)
- 2015: Las criaturas del silencio (Premio Nacional de Literatura Infantil El Principito 2014)
- 2016: Las montañas de la extinción (Premio José Jacinto Milanés 2015)
- 2016: Canto de cisne
- 2016, en Chile; 2022, en España: Sakura
- 2021: Cartas de amor para una historia interminable (Premio Calendario 2020 en narrativa infantil)[17]
- 2021: Bajo los cielos de Gomorra
- 2025: Las tarántulas

#### Dramaturgia
- 2014: Alter Medea
- 2015: El árbol de los gatos (Texto ganador de La escritura de la diferencia 2014/2015)
- 2015: Hentai
- 2019: Picuala (Premio La Edad de Oro 2018; literatura infantil y juvenil)

## Premios
- 2013: Premio Primos Nuevos
- 2021: Premio Cálamo a Mejor Libro del Año
- 2023: Premio Nollegiu a la Mejor Novela en español
- 2024: Premio 42 a la Mejor Obra en Castellano, por El cielo de la selva[18]